# Rückriem-Stelen

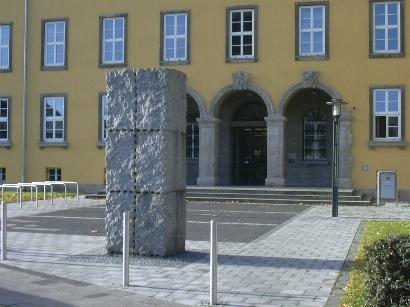
Stele am Amtsgericht

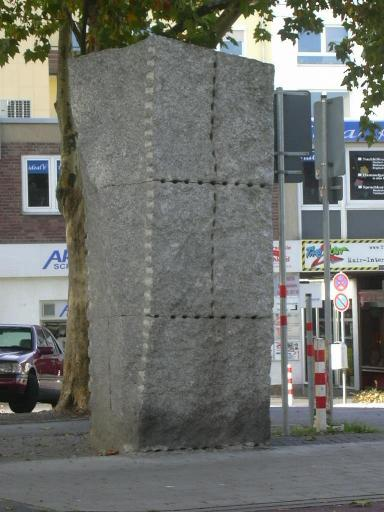
Stele in der Schützenstraße

Die Rückriem-Stelen, auch Österreichischer Granit gespalten bezeichnet ein dezentrales Mahnmal in Düren, Nordrhein-Westfalen. Es besteht aus zehn Steinskulpturen von Ulrich Rückriem, die verteilt über die Stadt aufgestellt wurden.  
Der Bildhauer Ulrich Rückriem, der in Düren seine Schulzeit und eine Steinmetzlehre absolvierte, schuf zwischen 1988 und 1990 insgesamt zehn Stelen für das Mahnmal. Die besondere Technik von Rückriem besteht darin, Stein mit verschiedenen Techniken zu zerteilen und dann wieder präzise in seiner ursprünglichen Form zusammenzusetzen. Die Dürener Stelen haben alle ein Grundmaß von etwa vier Metern Höhe, von der ein Viertel in den Boden versenkt ist, einem Meter Breite und einem Meter Tiefe.
Für die Skulpturen verwendete der Bildhauer Granit aus dem Steinbruch Herschenberg im niederösterreichischen Waldviertel. Die erste Stele wurde am 50. Jahrestag der Reichspogromnacht (9. November 1988), die zehnte und letzte Stele fast zwei Jahre später im September 1990 aufgestellt.
Als Standorte wählte man überwiegend Schauplätze nationalsozialistischer Verbrechen in Düren: Orte von SS- und SA-Folter, „Euthanasie“, NS-Justiz, Ermordung von Kriegsgefangenen sowie Deportationen. Die verdrängten und vergessenen Verbrechen und die dazugehörigen – nur vermeintlich neutralen – Orte hatte die Dürener Geschichtswerkstatt aufgearbeitet. Rückriem äußerte die Auffassung, der Standort des Steins bilde bereits die Hälfte der Skulptur. Die zehnte Stele erinnert an Anne Frank und wurde an der nach ihr benannten Gesamtschule aufgestellt. 
- Schützenstraße (Standort der ehemaligen Synagoge Düren)
- Wernersstraße (ehemaliges Friedrich-Ebert-Jugendheim)
- Rheinische Kliniken (zum Gedenken an die Ermordung von Menschen mit Behinderung)
- Gerstenmühle (Sammellager für die Deportation von Juden aus Deutschland)
- Birkesdorf (ehemaliges Rathaus)
- Gürzenich (ehemalige Synagoge)
- Arnoldsweiler (Kriegsgefangenenlager, in dem mehr als 1500 sowjetische Staatsangehörige starben[2])
- Lendersdorf (Sammellager für die Deportation von Bürgern jüdischen Glaubens in der Thuirs Mühle)
- Amtsgericht Düren (als Zentrum der Justiz im Dritten Reich)

- Mariaweiler, Anne-Frank-Gesamtschule (in Erinnerung an Anne Frank)

Seit 1992 werden in jedem Jahr am 9. November (Reichspogromnacht) um 19 Uhr an allen 10 Stelen Mahnstunden unter dem Thema "Erinnern – Wachbleiben" veranstaltet. Als Vorbereitende sind daran Schulen, Kirchengemeinden, Parteien, andere Gruppen und Einzelpersonen beteiligt.